# Cucumis heptadactylus
Cucumis heptadactylus är en gurkväxtart som beskrevs av Naud.. Cucumis heptadactylus ingår i släktet gurkor, och familjen gurkväxter. Inga underarter finns listade i Catalogue of Life.